# Bulbophyllum inquirendum
Bulbophyllum inquirendum är en orkidéart som beskrevs av Jaap J. Vermeulen. Bulbophyllum inquirendum ingår i släktet Bulbophyllum och familjen orkidéer. Inga underarter finns listade i Catalogue of Life.